# Olten
Olten je mesto z okoli 18.000 prebivalci, središče istoimenske občine in okraja v kantonu Solothurn v Švici.
Olten je z javnim prevozom 30 minut oddaljen od Berna, Basla, Züricha in Luzerna, tako je tudi železniško središče Švice.

## Zgodovina
Kljub temu, da je veliko arheoloških dokazov, da so bila tla na katerih danes leži Olten poseljena zelo zgodaj, je mesto prvič omenjeno leta 1201. Mesto pa je postalo pomembno v 13. stoletju, saj so takrat postavili most čez reko Aare, ob kateri mesto leži. To geografsko dejstvo je zelo vplivalo na razvoj mesta in  njegovo zgodovino.